# José Herrando

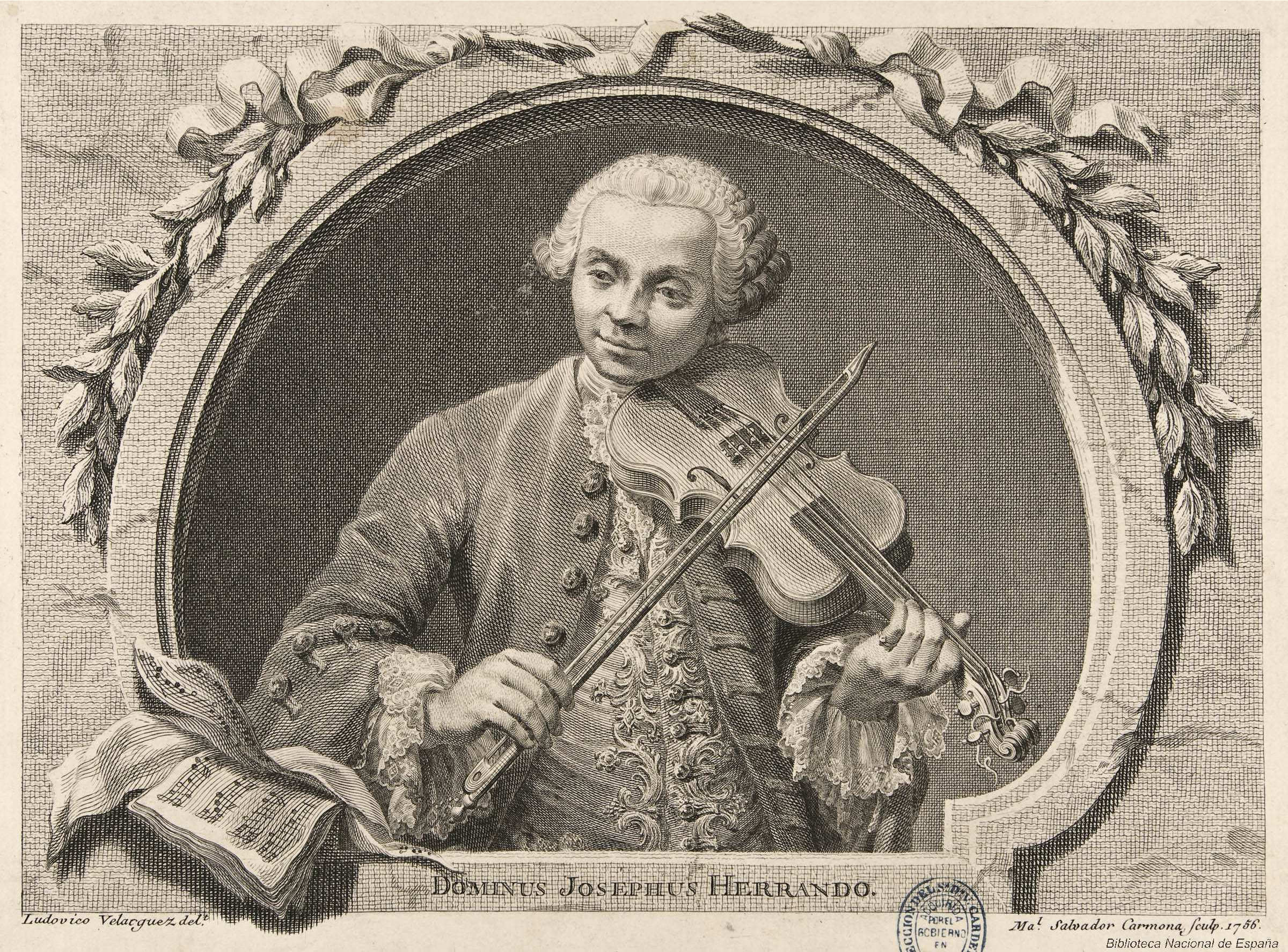
Retrato de José Herrando, grabado calcográfico de Manuel Salvador Carmona por dibujo de Luis González Velázquez, 1756. Biblioteca Nacional de España.

José Herrando (Valencia, c. 1720/1721-Madrid, 1763), violinista y compositor español del Barroco.

## Biografía
Hijo de José Herrando, también músico, y de Luciana Yago, desde muy joven trabajó para las compañías de teatro madrileñas, para las que compuso diversas piezas, por ejemplo para la comedia Manos blancas no ofenden de Pedro Calderón de la Barca. Estuvo durante una temporada al servicio del duque de Arcos, a quien dedicó su Arte y puntual explicación del modo de tocar el violín con perfección y facilidad... (París, 1756), tratado didáctico que le ha granjeado el mayor reconocimiento de la posteridad, a cuyo frente figura un grabado de Manuel Salvador Carmona con su retrato.
Era primer violín de la Real Capilla de la Encarnación cuando, en 1754, escribió Seis sonatinas para violín de cinco cuerdas y bajo armónico, no cifrado, dedicadas al cantante castrato Carlo Broschi, Farinelli, para quien trabajó de 1747 a 1758 en el Coliseo del Buen Retiro. Finalmente, en 1760 alcanzó la plaza de violín de la Real Capilla aunque el jurado observó que a causa de su corta vista había incurrido en algunos fallos de interpretación.
Su estilo sigue la moda italiana, pero posee vigor melódico y frescura de invención, y la calidad de un Albero o un Soler. 
En 1760 se publicó en Londres la colección Diecisiete nuevos minuetos españoles para dos violines (British Museum), donde aparecen algunas obras suyas. Como su contemporáneo el compositor Luis Misón, interpretó con su violín en las veladas madrileñas del palacio de los duques de Alba. De él, en el Palacio de Liria, catalogó José Subirá doce sonatas para violín y bajo, doce tocatas para violín, doce tríos para dos violines y bajo, dedicados al duque de Huéscar en 1751 y algunos dúos para dos violines, así como un Libro de diferentes lecciones para la viola que contenía 42 ejercicios de gran interés. La mayoría de estos trabajos se perdieron durante la Guerra Civil, al resultar incendiado por un bombardeo de la aviación franquista el Palacio de Liria, pero Subirá había copiado ocho de las sonatas para violín y bajo de las que algunos movimientos fueron interpretados y dados a conocer por Joaquín Nin en el primer volumen de Clásicos españoles del violín (París, 1937).

## Obras

### Escritas
- Arte y puntual explicación del modo de tocar el violín con perfección y facilidad... (París, 1756).

### Musicales
- Seis sonatinas para violín de cinco cuerdas y bajo armónico, no cifrado.
- Doce sonatas para violín y bajo
- Doce tocatas para violín
- Doce tríos para dos violines y bajo
- Dúos para dos violines.